# 王东进
王东进（1945年—），汉族，中华人民共和国政治人物，中国共产党党员，第十一届全国政协委员。
担任十一届全国政协社会和法制委员会副主任、劳动和社会保障部原副部长。2008年，当选第十一届全国政协委员，代表中华全国总工会，分入第十七组。并担任社会和法制委员会副主任。